# معتمدية المكناسي
معتمدية المكناسي إحدى معتمديات الجمهورية التونسية، تابعة لولاية سيدي بوزيد تاريخ سكان مدينة المكناسي.

## الأعلام
- الهادي الغابري: أستاذ جامعي وكاتب وصحفي

### مواضيع ذات علاقة
- ولاية سيدي بوزيد.

1. 1 2 3 4 5 6 7 8 9  "المناطق الترابية (العمادات) حسب الولايات والمعتمديات". اطلع عليه بتاريخ 2024-11-30.